# Caupolicana ruficollis
Caupolicana ruficollis är en biart som beskrevs av Heinrich Friese 1906. Caupolicana ruficollis ingår i släktet Caupolicana och familjen korttungebin. Inga underarter finns listade.